# Gypsophila
« Gepsophile » redirige ici. Pour le groupe de musique, voir Gypsophile (groupe).
Genre
Classification phylogénétique
Gypsophila (les Gypsophiles) est un genre de plantes herbacées de la famille des Caryophyllaceae.

## Liste d'espèces
- Gypsophila acorzonerifolia Ser.
- Gypsophila acutifolia Stev. ex Spreng.
- Gypsophila arrostii Guss.
- Gypsophila cerastioides D. Don. - la gypsophile à feuilles de Céraiste
- Gypsophila elegans Bieb.
- Gypsophila fastigiata L.
- Gypsophila muralis L.
- Gypsophila oldhamiana Miq.
- Gypsophila paniculata L.
- Gypsophila perfoliata L.
  - Gypsophila perfoliata var. latifolia Maxim.
  - Gypsophila perfoliata var. perfoliata L.
- Gypsophila pilosa Huds.
- Gypsophila repens L. - la gypsophile rampante
- Gypsophila scorzonerifolia Ser.
- Gypsophila stevenii Fisch. ex Schrank